# Souss-Massa-Drâa
Souss-Massa-Drâa  (arapski:سوس ماسة درعة‎) je jedna od 16 regija Maroka i nalazi se u središtu kraljevine. U području regije živi 3.113.653 (stanje po procjeni iz 2004. godine), na površini od 70.880 km2. Glavni grad je Agadir.

## Administrativna podjela
Regija se sastoji od sljedećih provincija :
- Agadir-Ida ou Tanane
- Chtouka-Aït Baha
- Inezgane-Aït Melloul
- Ouarzazate
- Taroudannt
- Tiznit
- Zagora

## Gradovi
Veći gradovi u regiji su:
- Aourir
- Aït Melloul
- Biougra
- Dacheira el Jihadia
- Drargoua
- Inezgane
- Laqliâa
- Ouarzazate
- Oulad Teima
- Sidi Ifni
- Taroudant
- Temsia
- Tinghir
- Tiznit
- Zagora